# Bengt Rask
Bengt Rask   (Estocolm, 28 d'abril de 1928 - 14 de juliol de 2024) fou un nedador suec, especialista en braça, que va competir durant les dècades de 1940 i 1950.
El 1952 va prendre part en els Jocs Olímpics d'Estiu de Hèlsinki, on quedà eliminat en sèries en els 200 metres braça del programa de natació.
En el seu palmarès destaquen una medalla de bronze al Campionat d'Europa de natació de 1950 i nou medalles als campionats nacionals.